# Sauraha
Sauraha es una localidad ubicada en el Distrito de Chitwan en Nepal, situada cerca del río Rapti y del Parque Nacional Chitwan, siendo su punto de acceso más oriental. Iniciando como un pequeño asentamiento de posadas y hoteles, la localidad ha experimentado un crecimiento constante a través de los años, contando en la actualidad con restaurantes, resorts, locutorios y tiendas, destinados especialmente a los turistas que visitan el parque nacional.

## Acceso

### Aéreo
Adicionalmente, a su buen acceso por tierra, Sauraha cuenta con acceso aéreo en el aeropuerto Bharatpur con servicios diarios desde Pokhara y Katmandú. El aeropuerto local se encuentra a 15 kilómetros al oeste de la ciudad.

### Terrestre
- Vía Katmandú: existen tres tipos de buses disponibles. Todos tomarán la ruta Mugling, Narayangarh/Bharatpur, Tadi Bazaar, Sauraha; con un tiempo promedio de recorrido de cuatro horas.
- Vía Sunauli/Bhairahawa: recorrido en bus por Butwal, Bharatpur y Tadi Bazaar hasta acceder a la localidad.
- Vía Pokhara: existe disponibilidad de buses turísticos que realizan el recorrido Mugling, Narayangarh/Bharatpur, Tadi Bazaar, Sauraha; con un tiempo promedio de recorrido de cuatro horas.[1]

## Atracciones turísticas

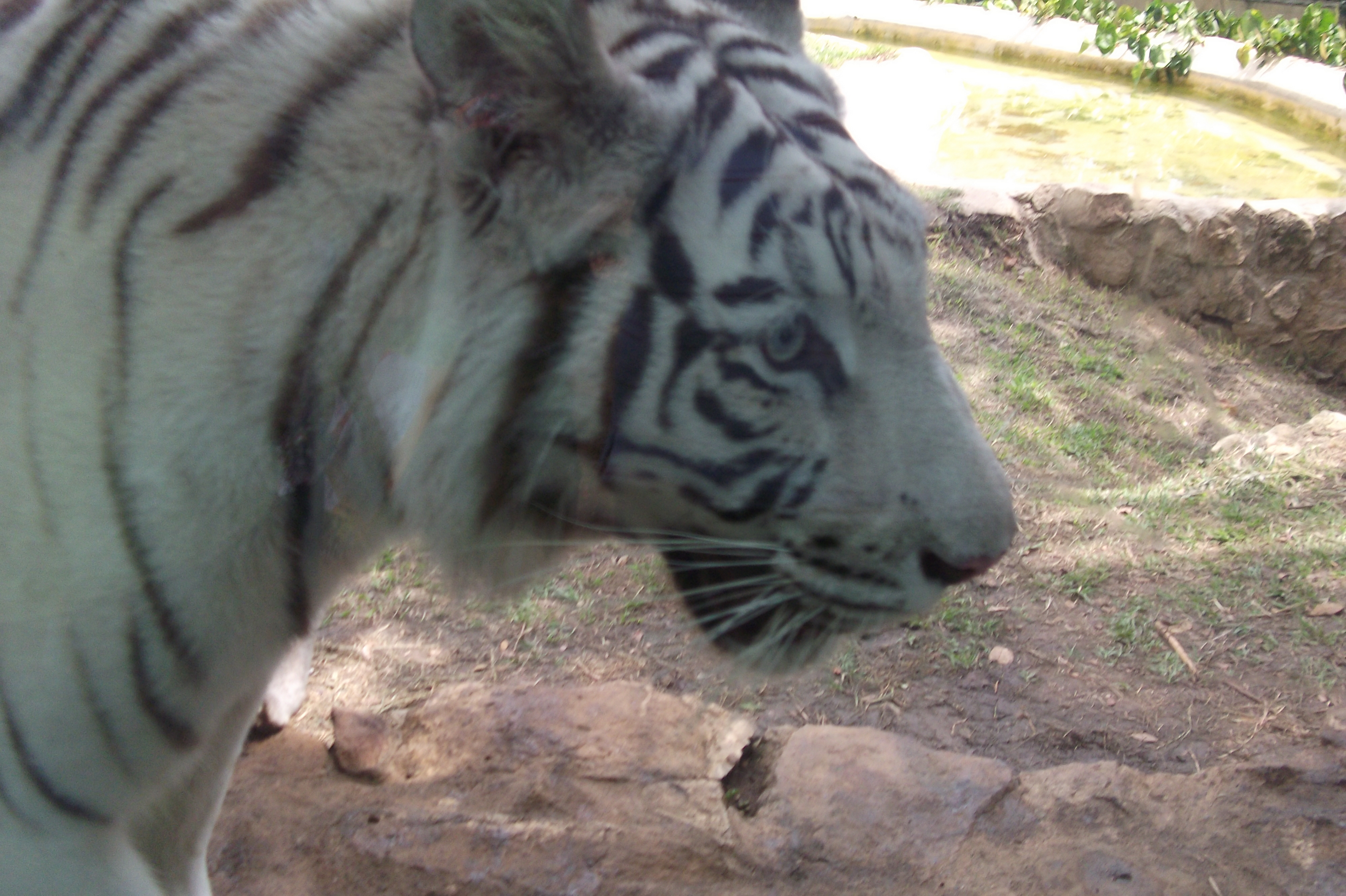
Tigre de Bengala, especie que se puede encontrar en los alrededores de Sauraha.

Sauraha cuenta con atracciones turísticas como los safaris a pie, en jeep o en elefante indio. En el recorrido se pueden apreciar especies de fauna como el rinoceronte unicornio, el tigre de bengala y una gran cantidad de monos y venados. También se puede realizar avistamiento de aves, especialmente en el lago Bishazari Tal, aproximadamente a 10 kilómetros al noroeste de Sauraha.
Otras atracciones son el Centro de Reproducción de Elefantes, el Museo Cultural Tharu y las excursiones a Devghat, un sitio de peregrinación hindú, donde se encuentran varios templos y cavernas sagradas.
Según censo efectuado en el 2011, 146.622 turistas visitaron el Parque Nacional de Chitwan, de las cuales el 76% ingresaron por Sauraha. El 72% de esas entradas fueron efectuadas por extranjeros.